# Exetastes zelotypus
Exetastes zelotypus là một loài tò vò trong họ Ichneumonidae.